# Neblinantha
Neblinantha är ett släkte av gentianaväxter. Neblinantha ingår i familjen gentianaväxter.
Kladogram enligt Catalogue of Life:
| Neblinantha | \| \| Neblinantha neblinae \| \| \| \| \| \| Neblinantha parvifolia \| \| \| \| |
|             | \| \| Neblinantha neblinae \| \| \| \| \| \| Neblinantha parvifolia \| \| \| \| |
|             | Neblinantha neblinae                                                            |
|             |                                                                                 |
|             | Neblinantha parvifolia                                                          |
|             |                                                                                 |